# Борова (притока Сіверського Дінця)
Борова — річка в Україні, ліва притока річки Сіверський Донець. Довжина 84 км. Площа водозбірного басейну 1 960 км². Похил 1 м/км. Долина асиметрична, завширшки до 3 км в пониззі 2 км. Річище звивисте, шириною 2—6,5 м. Є стариці. Використовується на зрошення, господарсько-побутове водопостачання, рекреація.
Бере початок біля с. Кругле. Тече по території Сватівського, Старобільського та Сіверськодонецького районів Луганської області. Споруджено невеликі водосховища, багато ставків. На берегах річки численні бази відпочинку.
Притоки: Баглай, Гнила Плотва, Плотва, Філева Плотва, Конопляний Яр, Сухий Яр, Єрик (ліві); Боровик (права).

Борова поблизу Сєвєродонецька
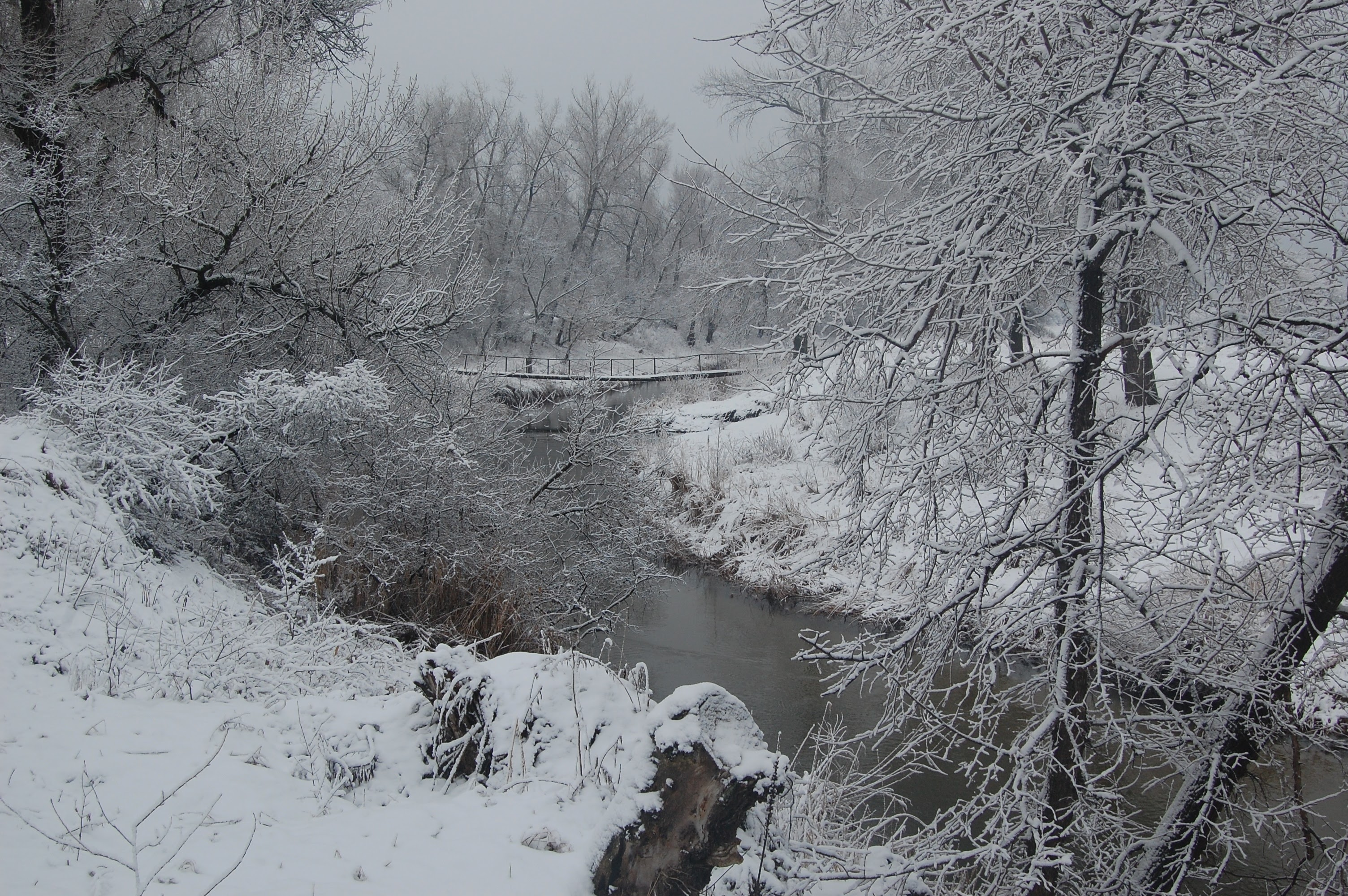
border
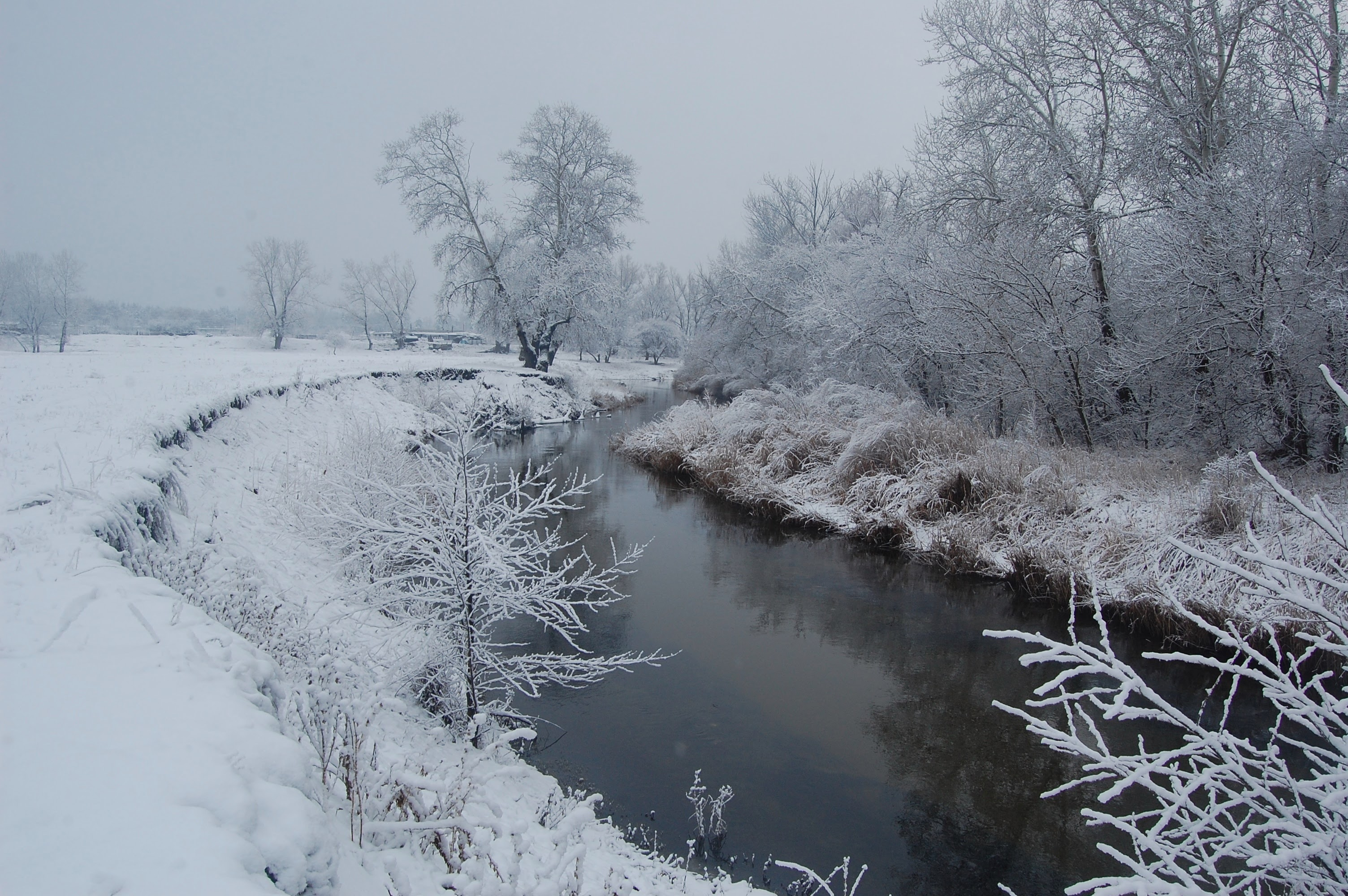
border
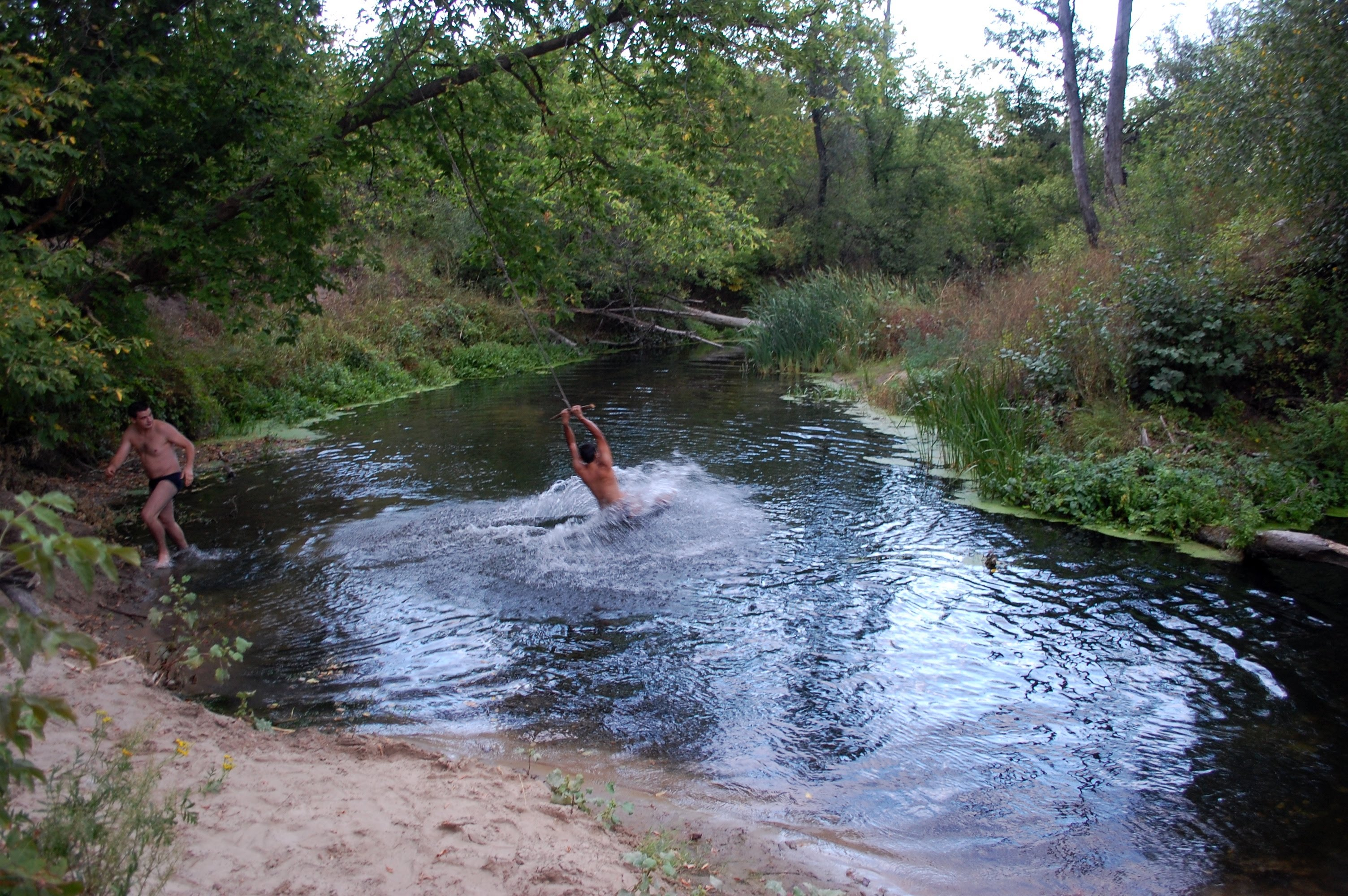
border
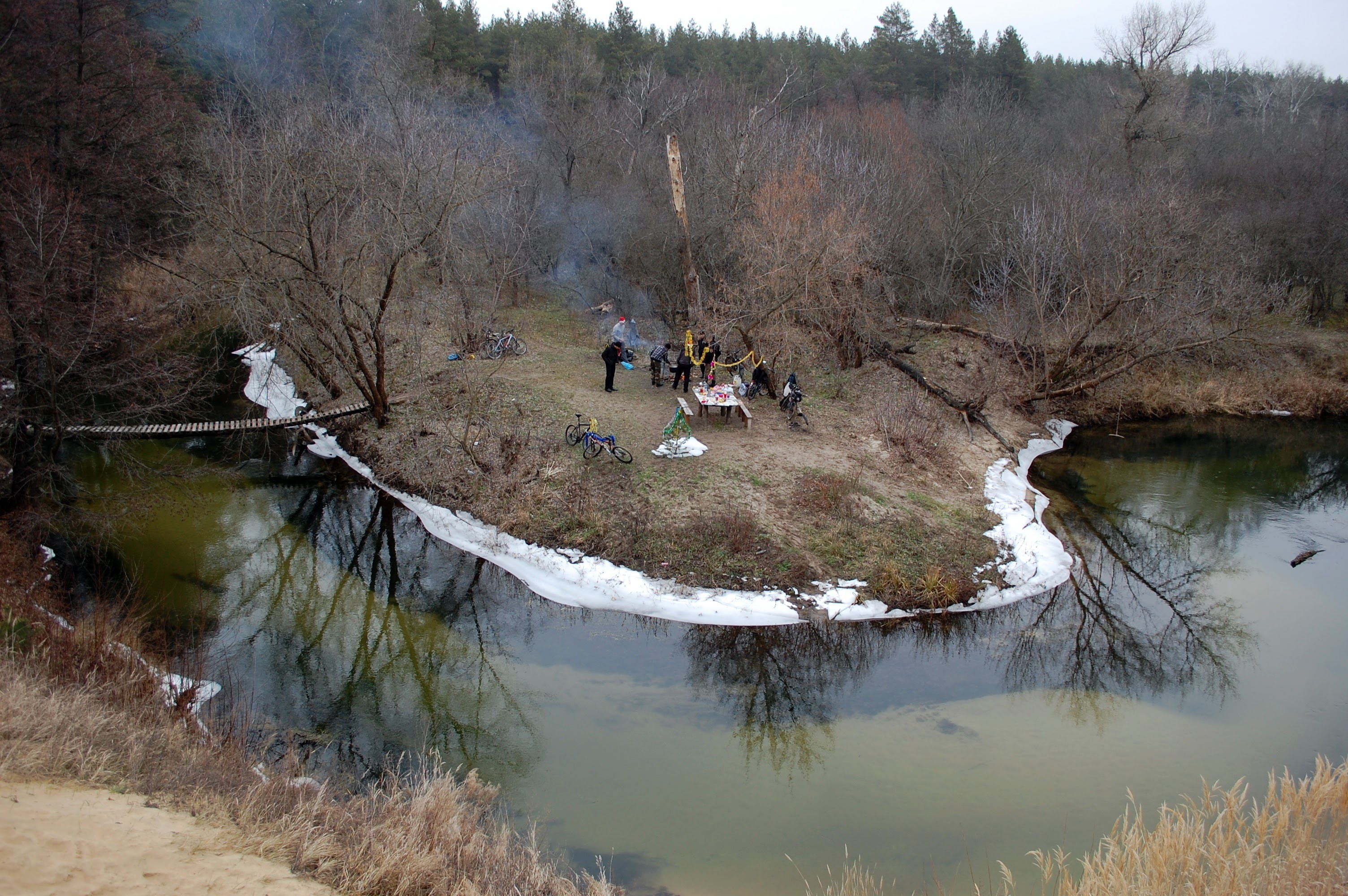
border
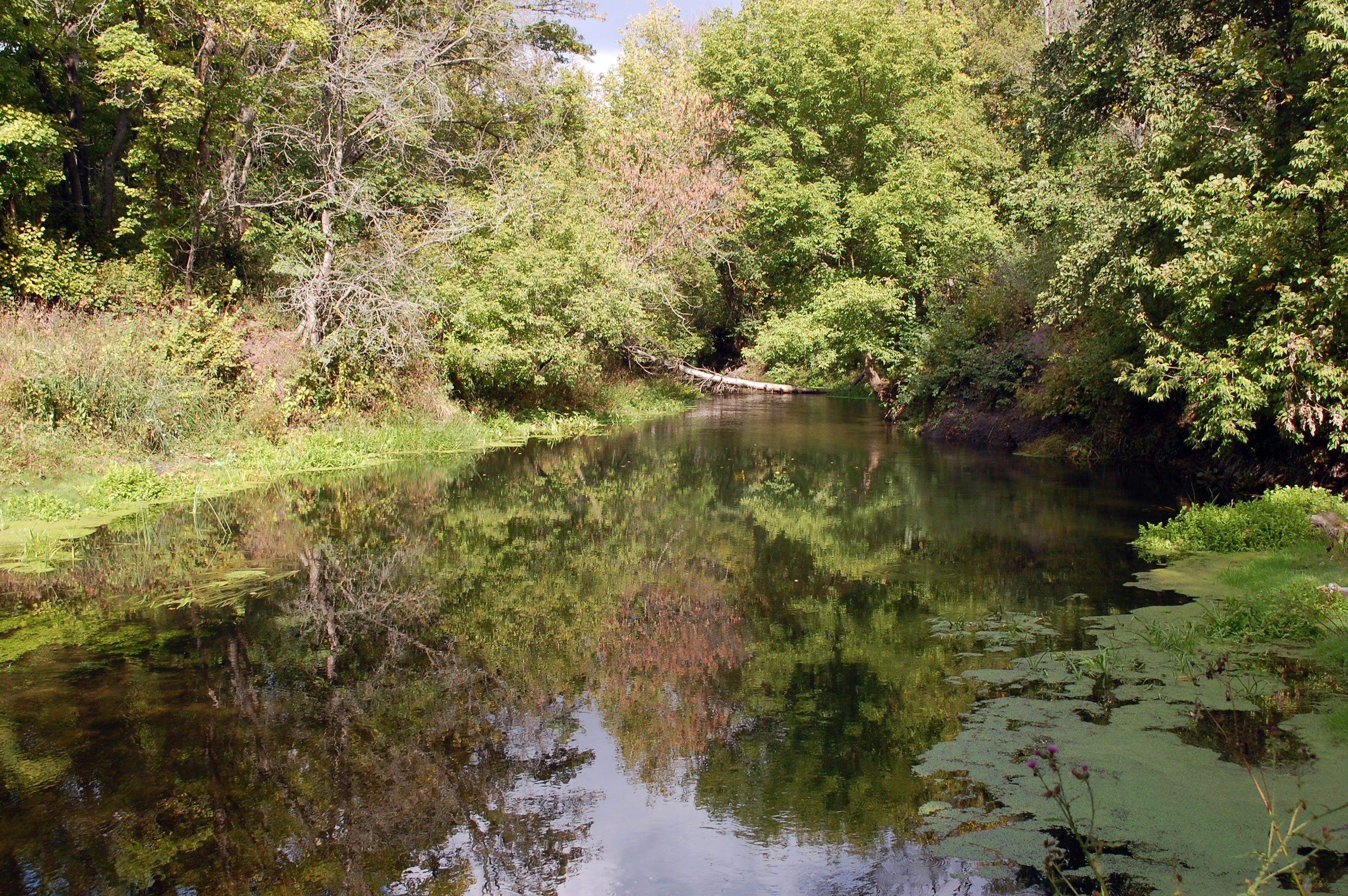
border

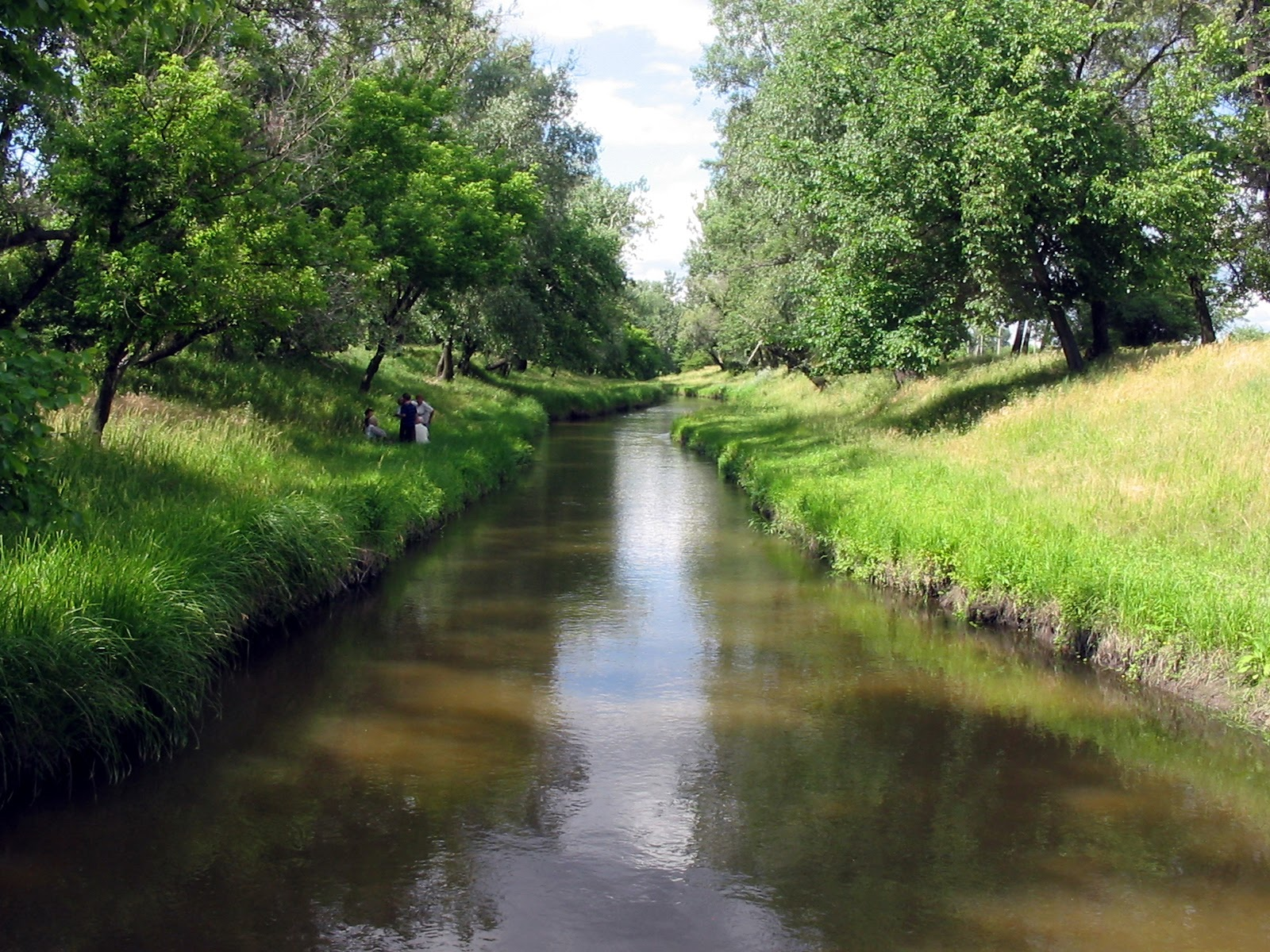
Борова поблизу с. Щедрищевого
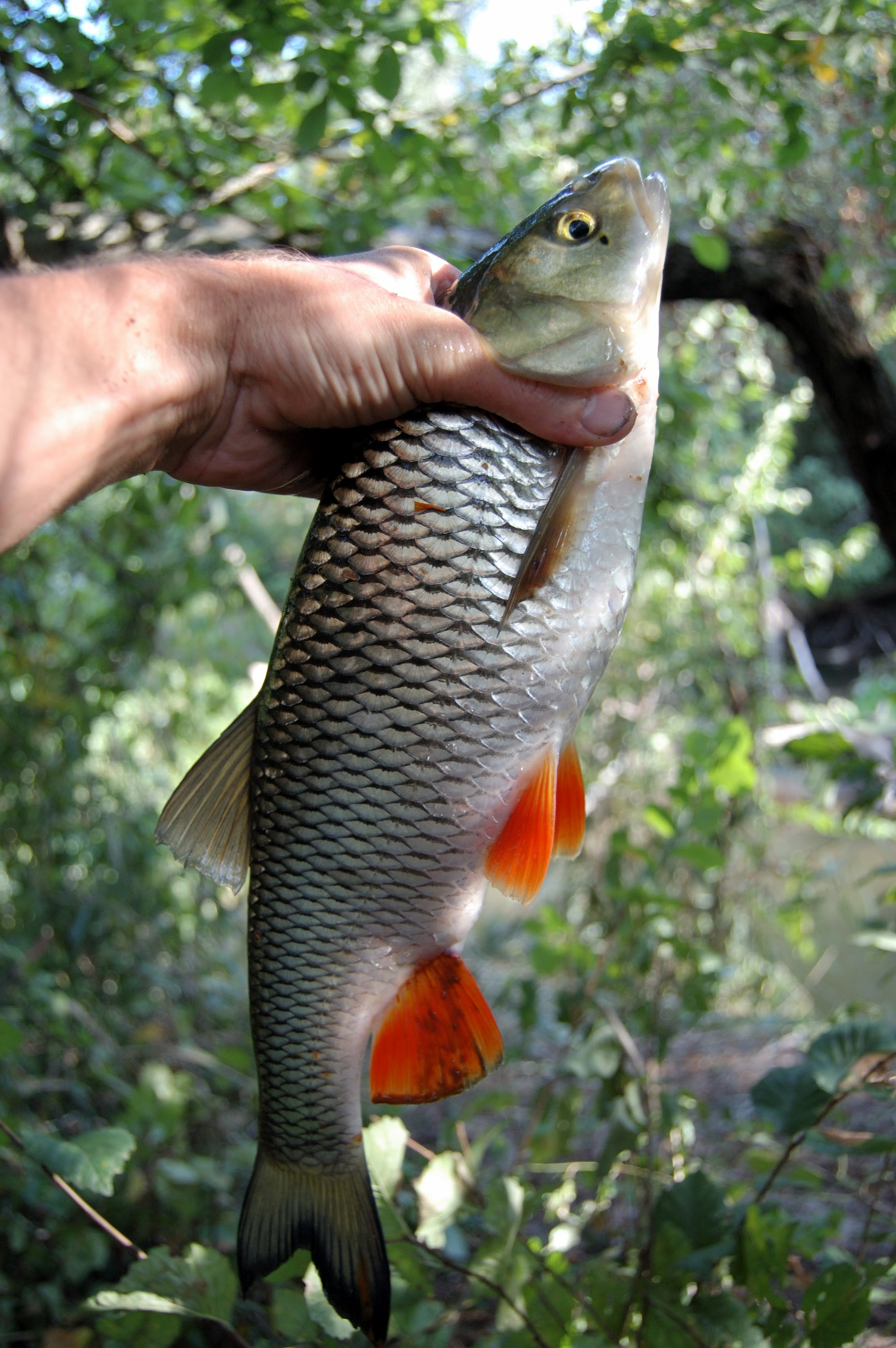
Головень (Squalius) з річки